# HMS Resistance (1861)
«Резистанс» (англ. HMS Resistance був другим з двох броненосців типу «Дефенс», побудованих для Королівського флоту в 1860-тих. Це був перший основний корабель Королівського флоту, оснащений тараном, за що його називали Old Rammo. «Резистанс» був початково приписаний до флоту Каналу після введення в експлуатацію, але пізніше був переданий Середземноморському флоту у 1864, ставши його першим броненосцем. Корабель пройшов переозброєння у 1867 і став кораблем охорони порту після повернення до служби 1869. Корабель знову увійшов до складу Флоту Каналу 1873, а 1877 знову використовувався для охорони порту. «Резистанс» був виведений з експлуатації у 1880 та використовувався як мішень для випробувань артилерії і торпед починаючи з 1885. Корабель продали на метал у 1898, але він зазнав аварії у 1899 на шляху до місця утилізації. Був піднятий та розібраний.